# 万有内在神論
万有内在神論（ばんゆうないざいしんろん、panentheism）とは、有神論の一種であり、世界の全てが神（絶対者）の内に存在している、言い換えれば、神（絶対者）は超越と内在を兼ね備えているという考え方のこと。
万有内在神論（panentheism）は、語義的には「πᾶν（all）- ἐν（in）- θεός（God）」、すなわち「all-in-God」「all things-in-God」ということであり、「神の内に万物・万有（全ての有るもの=世界）が属している」という意味である。
汎神論（pantheism）が、「πᾶν（all）- θεός（God）」、すなわち「万物（世界）＝神」だと考えるのに対して、万有内在神論（panentheism）は、神が万物（世界）よりは大きいもの、それを超え出て包み込んでいるもの、すなわち「万物（世界）⊂神」と考える。